# Black Oxen
Black Oxen és una pel·lícula muda de temàtica de ciència-ficció produïda i dirigida per Frank Lloyd i protagonitzada per Corinne Griffith, Conway Tearle i Clara Bow. La pel·lícula, basada en la novel·la homònima (1923) de Gertrude Atherton, es va estrenar el gener de 1924.

## Argument
Lee Clavering és un escriptor de peces teatral a Nova York que s'enamora d’una noia bella i misteriosa. La noia es fa passar per la comtessa austríaca Madame Zatianny però en realitat és Mary Ogden, una dona de la societat de 58 anys que va aconseguir a través d’un tractament mèdic retornar a la seva joventud. Janet Oglethorpe, una flapper molt animada, també està enamorada de Lee, però aquest encara no se n’ha adonat. Els plans de Lee per casar-se amb Madame Zatianny es veuen frustrats quan un dels seus antics admiradors revela el seu vergonyós secret i se l'emporta cap a Àustria. Al final, Lee descobreix la felicitat amb Janet

## Repartiment
- Corinne Griffith (Madame Zatianny/Mary Ogden)
- Conway Tearle (Lee Clavering)
- Clara Bow (Janet Ogelthorpe)
- Tom Ricketts (Charles Dinwiddie)
- Carmelita Geraghty (Anna Goodrich)
- Tom Guise (jutge Gavin Trent)
- Alan Hale	(príncep Rohenhauer)
- Kate Lester (Jane Ogelthorpe)
- Harry Mestayer (James Ogelthorpe)
- Claire McDowell (Agnes Trevor)
- Lincoln Stedman (Donnie Ferris)
- Ione Atkinson (flapper)
- Mila Constantin (flapper)
- Fred Gamble (criat d’Oglethorpe)
- Otto Lederer (conseller austríac)
- Clarissa Selwynne (Gora Dwight)
- Eric Mayne (canceller)
- Otto Nelson (Dr. Steinach)
- Hortense O'Brien (flapper)
- Wilhelm von Brincken (ajudant del príncep Rohenhauer)
- Percy G. Williams (criat d’Ogden)